# Allemagne de l'Ouest aux Jeux olympiques d'été de 1988
L'Allemagne de l'Ouest participe aux Jeux olympiques d'été de 1988 à Séoul en Corée du Sud. 347 athlètes ouest-allemands, 244 hommes et 103 femmes, ont participé à 194 compétitions dans 24 sports. Ils y ont obtenu 40 médailles : 11 d'or, 14 d'argent et 15 de bronze. C'est la dernière participation sous l'appellation « Allemagne de l'Ouest » de la République fédérale d'Allemagne aux Jeux d'été avant la réunification allemande en 1990.